# Microtus oregoni
Microtus oregoni är en däggdjursart som först beskrevs av John Bachman 1839.  Microtus oregoni ingår i släktet åkersorkar och familjen hamsterartade gnagare. IUCN kategoriserar arten globalt som livskraftig. Inga underarter finns listade i Catalogue of Life.
Arten blir med svans ungefär 14 cm lång och svansen upptar upp till 30 procent av hela längden. Sorken väger cirka 19 g och den har kort och tät päls. Pälsen har på ovansidan en mörkgrå, mörkbrun eller svart färg med enstaka gula hår inblandade. På undersidan är pälsen ljusare, ofta med ljusbrun till vit skugga. Dessutom är svansen svartaktig och vanligen lite ljusare på undersidan. De små öronen är täckta av korta svarta hår.
Denna gnagare förekommer i västra Nordamerika vid Stilla havet i delstaterna Kalifornien, Oregon och Washington (USA) samt i British Columbia (Kanada). Habitatet utgörs av fuktiga skogar, buskskogar och gräsmarker. Antagligen vistas arten gärna nära vattendrag. Den undviker ny planterade täta skogsområden.
Microtus oregoni bygger bon av gräs som göms under grenar som ligger på marken eller under annan växtlighet. Den äter huvudsakligen gröna växtdelar som gräs och örter som kompletteras med några svampar. Arten är främst nattaktiv men den kan även vara dagaktiv. Honor kan ha fyra eller fem kullar mellan mars och september. Dräktigheten varar cirka 23 dagar och per kull föds oftast tre eller fyra ungar.
Nyfödda ungar är nakna, blinda och döva. Efter 10 eller 11 dagar öppnas ögonen och locket som täcker öron öppningarna. Kort efteråt börjar ungen med fast föda. Honan slutar efter 13 till 28 dagar med digivning.
Enligt olika studier gräver arten underjordiska bon. Enligt en annan teori använder Microtus oregoni ibland bon som skapades av andra djur som Scapanus orarius (en mullvad).